# Jakub Szamałek
Jakub Szamałek, né en 1986 à Varsovie, est un archéologue et écrivain polonais, scénariste de jeux vidéo.

## Biographie
Jakub Szamałek a fait des études d'archéologie de l'Université d'Oxford avant d'obtenir un doctorat d'archéologie méditerranéenne à celle de Cambridge.
Son premier roman Quand Athéna détourne le regard a reçu le Prix Grand Calibre (d) des lecteurs en 2011. Pour Czytanie z kości, il a reçu le Prix Grand Calibre (d) pour le meilleur roman policier polonais publié en 2015.
De 2012 à 2021, il est associé au studio CD Projekt. Il prend part notamment à l'écriture du scénario des jeux The Witcher 3: Wild Hunt et Cyberpunk 2077. Il rejoint ensuite l'équipe de Incredible Dream Studios (d).
Il a été boursier de la Fondation Bill-et-Melinda-Gates.

## Œuvres
- Trilogie policière se déroulant dans l'Antiquité : cycle des enquêtes criminelles de Léocharès au Ve siècle av. J.-C.
  - I. Kiedy Atena odwraca wzrok - Quand Athéna détourne le regard (2011) ; polar antique à Athènes
  - II. Morze Niegościnne - Une mer inhospitalière (2013) ; polar antique dans le royaume du Bosphore
  - III. Czytanie z kości - La Lecture des ossements (2015) ; polar antique entre l'Étrurie des Étrusques et l'Italie contemporaine
- Kim jest ślimak Sam - Qui est Sam l'escargot (2015) avec Maria M. Pawłowska (d)[4],[5], illustrations de Katarzyna Bogucka (d)
- Trilogie de thriller contemporain dans le monde cybernétique du web caché au XXIe siècle
  - I.Cokolwiek wybierzesz - Tu sais qui (2019) thriller, publication de la traduction française de Kamil Barbarski en 2022 aux éditions Métailié  (ISBN 979-10-226-1218-0) (grand format) -  (ISBN 979-10-226-1230-2) (poche) ;
  - II. Kimkolwiek jesteś - Qui que tu sois (2019)  thriller, publication de la traduction française de Kamil Barbarski en 2023 aux éditions Métailié sous le titre Datas sanglantes  (ISBN 979-10-226-1322-4) (grand format) -  (ISBN 979-10-414-1589-2) (poche) ;
  - III. Gdziekolwiek spojrzysz - Où que tu regardes (2020)  thriller, de la traduction française de Kamil Barbarski en 2024 aux éditions Métailié sous le titre Saturation totale  (ISBN 979-10-226-1404-7) ;
- Stacja - La Station (2023) ; thriller dans une station spatiale internationale

## Prix et distinctions

### Nomination
- Trophée Michèle Witta 2024 pour Datas sanglantes[6]